# Фрідріх фон Гаґедорн
Фрідріх фон Гаґедорн (нім. Friedrich von Hagedorn; 23 квітня 1708, Гамбурґ — 28 жовтня 1754, там само) — німецький ліричний поет і байкар раннього німецького Просвітництва.

## Біографія
Народився в сім'ї данського посла в Гамбурзі, людини, яка добре розбиралася в науці та мистецтві. Закінчив гімназію в Гамбурзі, пізніше з 1726 вивчав право в Єнському університеті. Повернувшись в Гамбург в 1729 році, став особистим секретарем данського посла в Лондоні, де прожив до 1731 року.
Після його повернення на батьківщину, був період бідності та поневірянь, але в 1733 році він найнявся на службу секретарем торгової компанії «Англійський Двір» (Englischer Hof) в Гамбурзі, заснованої ще в XIII-му сторіччі. Незабаром одружився, і з цього часу почав більше зосереджуватись на літературі.
У рідному місті Гаґедорн став центром гуртка літераторів і художників, гарно впливаючи на розвиток їх смаку.
Його брат Християн-Людвіг Гаґедорн (1713—1780), з 1763 року був генерал-директором Саксонської академії мистецтв і написав «Betrachtungen über die Malerei» (1762), що сильно вплинуло на естетичні погляди сучасної йому епохи.

## Творчість
Поет рококо. Автор збірок байок, афоризмів і казок у віршах («Versuch in poetischen Fabeln und Erzählungen», 1738), збірки «Повчальний віршів» («Moralische Gedichte»), в яких яскраво виявилися життєві ідеали Гаґедорна: «мудрість» бюргерської самосвідомості, «розум і справедливість», «достаток» і «насолода швидкоплинними годинами життя» — ідеали освіченої розсудливої людини, задоволеної своїм становищем та своїм життям.
На поезію Гаґедорна вплинула переважно французька література, в першу чергу, байки Жана де Лафонтена. Його вірші серед сухих творів сучасних йому німецьких поетів, відрізнялися звучністю, а мова — легкістю та чистотою, за що ще за життя він заслужив прізвисько «поет грацій».
Перша збірка віршів поета була опублікована в Гамбурзі незабаром після його повернення з Єни в 1729 році під назвою «Versuch einiger Gedichte». Його байки і казки у віршах не поступалися за формою і делікатним кепкування творам Лафонтена, а його моральна поезія відбивала філософські погляди Горація.
Творчість Гаґедорна значно вплинула на німецьку лірику, аж до кінця XVIII-го сторіччя.

## Вибрані афоризми
- Визнавши реальність — не намагайся її виправдати …
- Люди кажуть — йде час. Час каже — йдуть люди.
- Найголосніше вимагають тиші …
- Кожен «ховрах» — агроном.
- У мене всього лише два недоліки … Погана пам'ять і ще щось!
- Не шукай привід, позаяк причин більш ніж достатньо.
- Життя таке сповнене і щедре, що людина завжди знайде, де досхочу напитися.